# Nuculana sachalinica
Nuculana sachalinica is een tweekleppigensoort uit de familie van de Nuculanidae. De wetenschappelijke naam van de soort is voor het eerst geldig gepubliceerd in 1981 door Scarlato.